# Pedro Salinas
Pedro Salinas Serrano (27. listopadu 1891, Madrid – 4. prosince 1951, Boston) byl španělský spisovatel známý především svými básněmi a esejemi. Řadí se ke generaci 27.

## Život
Syn obchodníka, Pedra Salinase Elmas a Soledad Serrano Fernándezové. Vystudoval právo a filosofii, svůj život zasvětil univerzitnímu vyučování, které započal jako lektor španělštiny na Sorbonně od 1914 po 1917. Zde dosáhl titulu profesora literatury a zamiloval se do díla francouzského prozaika Marcela Prousta, jehož À la recherche du temps perdu přeložil do kastilštiny.
Oženil se s Margaritou Bonmatí Botellovou. Salinas jí psal každý den milostné dopisy, které byly posléze vydány jeho dcerou Soledad Salinasovou jako Cartas de amor a Margarita (1912-1915). Měl i syna Jaime Salinase, který dosáhl uznání také jako básník a spisovatel, napsal ceněnou biografii o svém otci Travesía. Memorias (1925–1955).
V roce 1918 Pedro dostává pod svoji správu katedru na univerzitě v Seville (kde byl jeho žákem i Luis Cernuda) a mezi lety 1922 a 1923 vyučoval na Cambridge, později se vrátil a přešel na univerzitu v Murcii (1923–1925). Roku 1925 vydal modernizovanou verzi Cantar de Mio Cid.
Roku 1926 přichází do Madridu a zde zakládá časopis Índice Literario, aby informoval širší veřejnost o kulturním dění; ve stejném roce píše Los Cuatro Vientos.
Byl jmenován profesorem Ústřední jazykové školy a sekretářem Universidad Internacional de Verano de Santander. Zde, v létě 1932 poznal americkou studentku Katherine Whitmoreovou, která je adresátkou jeho básnické trilogie La voz a ti debida (Hlas pro tebe), Razón de amor (Rozum lásky) a Largo lamento (Dlouhý nářek). Katherine navazuje se Salinasem románek, ale Pedrova manželka se, pod tíhou pomluv, pokusí zabít.
1939 si Katherin bere svého kolegu Brewera Whitmora a přestože má sporadické zprávy od Salinase, jejich vztah zde definitivně končí. Naposledy se viděli roku 1951, Katherin zesnula 1982, předtím ještě stihla vydat Epistolario – korespondenci mezi ní a Salinasem.
Španělská občanská válka překvapuje Pedra v Santanderu, zde se dozvídá o zavraždění Federica Garcíi Lorky ve Víznaru, 19. srpna 1936. Odchází do exilu, cestuje po celé Evropě, od Francie po severní Afriku (Argel). Posléze odchází do Ameriky, aby vyučoval na Univerzitě Wellesley College a na Univerzitě v Baltimoru. V létě 1943 odchází na Univerzitu v Portoriku, aby se o rok později vrátil zpět na baltimorskou univerzitu.
Skonal v Bostonu 4. prosince 1951, je pohřben v San Juan v Portoriku.

## Sbírky
- Presagios (Věštění), M., Índice, 1923.
- Seguro azar (Jistá náhoda), M., Revista de Occidente, 1929.
- Fábula y signo (Bajka a znamení), M., Plutarco, 1931.
- La voz a tí debida (Hlas pro tebe), M., Signo, 1933.
- Razón de amor (Rozum lásky), M., Ediciones del Arbol; Cruz y Raya, 1936.
- Error de cálculo (Chyba výpočtu), México, Imp. Miguel N. Lira, 1938.
- Lost Angel and other poems (Poslední anděl a jiné básně), Baltimore, The Johns Hopkins Press.
- Poesía junta (Sebrané básně), Bs. As., Losada, 1942.
- El contemplado (Mar; báseň) (Pozorovatel), México, Nueva Floresta; Stylo, 1946.
- Todo más claro y otros poemas (Všechno jasné a jiné básně), Bs. As., Sudamericana, 1949.
- Poesías completas (Úplné básně), M., Aguilar, 1955 (Incluye el libro inédito Confianza).
- Poesías completas (Úplné básně), M., Aguilar, 1956 (Edición de Juan Marichal).
- Volverse sombra y otros poemas (Návrat stínu a jiné básně), Milán, All'insegna del pesce d'oro, 1957.
- Poesías completas (Úplné básně), B., Barral, 1971.

## Další díla
- Seznam děl v Souborném katalogu ČR, jejichž autorem nebo tématem je Pedro Salinas
- Cartas de amor a Margarita (1912-1915) (Milostné dopisy Margaritě), vydání sokukromé sbírky Soledad Salinas de Marichalar, (Madrid: Alianza Editorial, 1986).
- Cartas a Katherine Whitmore. Epistolario secreto del gran poeta del amor (Dopisy Kateřině Whitmorové. Tajná korespondence velkého básníka lásky) (Barcelona: Tusquets, 2002).